# بنه‌جابری
بنه‌جابری، روستایی است از توابع بخش مرکزی در شهرستان دشتستان استان بوشهر ایران.
این روستا در ۱۵ کیلومتری جاده برازجان ـ دالکی قرار دارد و دارای حسینیه ای قدیمی به نام حضرت علی اصغر است که دویست سال از بنای اولیه آن می‌گذرد.

## جمعیت
این روستا در دهستان دالکی قرار داشته و بر اساس سرشماری سال ۱۳۸۵ جمعیت آن ۱۱۳نفر (۱۹خانوار) می‌باشد.